# Список покемонов (152—201)
| Списки покемонов | Списки покемонов | Списки покемонов | Списки покемонов | Списки покемонов | Списки покемонов | Списки покемонов | Списки покемонов |
| ---------------- | ---------------- | ---------------- | ---------------- | ---------------- | ---------------- | ---------------- | ---------------- |
| 102—151          | 102—151          | 102—151          | ← 152-201 →      | 202—251          | 202—251          | 202—251          | 202—251          |

Покемо́ны (яп. ポケモン покэмон) — это вымышленные существа, играющие центральную роль в серии игр, манге и аниме «Покемон». Покемоны обладают различного рода сверхъестественными способностями; по роду способностей их делят на типы, классификацию по стихийной принадлежности. Некоторые покемоны принадлежат сразу к двум типам, сочетая их свойства. Во вселенной «Покемона» люди, называющие себя тренерами покемонов, ловят их и тренируют для участия в боях с покемонами других тренеров. Непосредственно сами тренеры не принимают участия в боях: сражаются только покемоны, которым хозяева дают команды, какую атаку или способность применить. Бои проходят до момента, пока один из покемонов не падает без сознания или его тренер не сдаётся, — до смерти схватки не происходят никогда. Для ловли и транспортировки покемонов используются так называемые покеболы — карманные приспособления в форме шара. При достижении определённых условий покемон способен эволюционировать — преобразоваться в свою развитую форму, которая считается как отдельный вид от предыдущей и которая является сильнее.
В данном списке отображены виды покемонов с #152 по 201 по нумерации Покедекса, внутриигровой энциклопедии по покемонам.

## Параметры
- Номер покемона по нумерации Покедекса.
- Имя покемона в русском и японском вариантах.
- Тип или типы по стихийной принадлежности, к которому или к которым принадлежит покемон.
- Вид покемона, указанный в Покедексе.
- Рост и вес покемона в метрической системе счисления, указанные в играх.
- Предыдущая эволюционная форма покемона. Если у этого вида покемонов нет предыдущей формы, это помечается отдельно.
- Следующая эволюционная форма покемона и её условия. Если покемон не эволюционирует, это помечается отдельно.

## Список

### #152—#160
| Номер | Имя                                 | Тип      | Вид  | Рост  | Вес    | Эволюция из: | Эволюция в:     |
| --- | ----------------------------------- | -------- | ---- | ----- | ------ | ------------ | --------------- |
| #152 | Чикори́та (яп. チコリータ Тикори:та) | Травяной | Лист | 0,9 м | 6,4 кг | —            | Бэйлиф (ур. 16) |
| Чикори́та (яп. チコリータ Тикори:та, англ. Chikorita) — покемон травяного типа. Наряду с Тотодайлом и Синдаквилом один из трёх стартовых покемонов региона Джото. Чикорита — очень послушный и спокойный покемон. Лист у него на голове источает приятный сладкий аромат, который способен усмирять агрессивных противников. Во время боя использует лист в качестве оружия. Чикорита может выпускать плети из своей шеи и кидать листья из большого листа. Также своим листом Чикорита определяет температуру и влажность окружающей среды. Эш ловит Чикориту в 128 серии аниме, «Спасение Чикориты». Чикорита сильно привязывается к Эшу и ревнует его к другим покемонам, в особенности к Пикачу. Чикорита Эша эволюционирует в Бэйлифа в 201 серии «Текущие события». Авторы Трэйси Вест и Кэтерин Нолл писали, что в аниме-сериале Чикорита — один из самых преданных покемонов Эша, отметив, что она эволюционировала, чтобы его защитить. Они добавили, что любой тренер покемонов гордился бы таким покемоном в своей команде. Журналист Bitmob Жасмин Малефисент Реа решила, что Чикорита «самый глупо выглядящий покемон в истории плохо анимированных животных». |                                     |          |      |       |        |              |                 |

| Номер | Имя                              | Тип      | Вид  | Рост  | Вес     | Эволюция из: | Эволюция в:       |
| --- | -------------------------------- | -------- | ---- | ----- | ------- | ------------ | ----------------- |
| #153 | Бэ́йлиф (яп. ベイリーフ Бэйри:фу) | Травяной | Лист | 1,2 м | 15,8 кг | Чикорита     | Меганиум (ур. 32) |
| Бэ́йлиф (яп. ベイリーフ Бэйри:фу, англ. Bayleef) — развитая форма Чикориты. На шее у Бэйлифа расположено несколько нераспустившихся бутонов. Эти бутоны способны распылять терпкий запах, который заряжает энергией и повышает боевой дух. Бутон представляет из себя плотно свёрнутые листы, внутри которого находится побег дерева. Именно от него и исходит благоухание. Чикорита Эша эволюционирует в Бэйлифа в 201 серии «Текущие события». Она сохраняет характер даже после эволюции, хотя становится намного спокойнее. Pokémon Chick похвалила Бэйлифа, и сочла, что, когда Чикорита, постоянно вязавшаяся к Эшу, превратилась в более крупного Бэйлифа, стала ненамеренно давить его, «безвредный флирт» покемона превратился в «жестокое избиение». Вест и Нолл писали, что Бэйлиф «очень игрив». |                                  |          |      |       |         |              |                   |

| Номер | Имя                                | Тип      | Вид   | Рост  | Вес      | Эволюция из: | Эволюция в: |
| --- | ---------------------------------- | -------- | ----- | ----- | -------- | ------------ | ----------- |
| #154 | Мега́ниум (яп. メガニウム Мэганиум) | Травяной | Трава | 1,8 м | 100,5 кг | Бэйлиф       | —           |
| Мега́ниум (яп. メガニウム Мэганиум, англ. Meganium) — финальная стадия развития эволюционной ветви Чикориты, эволюция Бэйлифа. Запах цветка на шее Меганиума может снимать негативные эмоции.Поэтому, в сражениях он испускает больше своего успокаивающего аромата, чтобы понизить боевой дух противника. Его дыхание имеет поразительное свойство: оно способно восстанавливать силы людей и покемонов, а также возвращать к жизни мёртвые растения. Живёт в небольших лесах вместе с Бейлифами и Чикоритами. GamesRadar утверждает, что Меганиум «в какой-то степени мил», что не свойственно последним формам покемонов с большим количеством стадий развития. На сайте его сравнили с Венузавром из-за похожих характеристик. IGN поставил его на 87 место в списке лучших покемонов, прокомментировав, что «он может выглядеть абсолютно лишним в среде стартовых покемонов второго поколения, но он всё же крут». |                                    |          |       |       |          |              |             |

| Номер | Имя                                  | Тип      | Вид           | Рост  | Вес    | Эволюция из: | Эволюция в:      |
| --- | ------------------------------------ | -------- | ------------- | ----- | ------ | ------------ | ---------------- |
| #155 | Синдакви́л (яп. ヒノアラシ Хиноараси) | Огненный | Огненная мышь | 0,5 м | 7,9 кг | —            | Квилава (ур. 14) |
| Синдакви́л (яп. ヒノアラシ Хиноараси, англ. Cyndaquil) — покемон огненного типа, наряду с Чикоритой и Тотодайлом один из трёх стартовых покемонов региона Джото. Синдаквил робок и застенчив. Если его напугать или разозлить, у него на спине загорается пламя. Правда, если покемон измотан, пламя будет исходить неравномерно и рывками. В случае опасности сворачивается в клубочек. Эш ловит Синдаквила в 143 серии аниме. В 648 серии он превращается в Квилаву. В 611 серии аниме Доун получает яйцо в награду за победу на фестивале Джото, из которого вылупляется Синдаквил. В специальном выпуске Синдаквил Доун превращается в Квилаву. Рецензент 1UP.com писал, что он бы выбрал Синдаквила в качестве стартового покемона в Pokémon HeartGold и SoulSilver, чтобы он мог следовать за игровым персонажем. GamesRadar и IGN назвали Синдаквила «очень милым». IGN поставил Синдаквила на 70 место в списке лучших покемонов. |                                      |          |               |       |        |              |                  |

| Номер | Имя                                | Тип      | Вид    | Рост  | Вес     | Эволюция из: | Эволюция в:       |
| --- | ---------------------------------- | -------- | ------ | ----- | ------- | ------------ | ----------------- |
| #156 | Квила́ва (яп. マグマラシ Магмараси) | Огненный | Вулкан | 0,9 м | 19,0 кг | Синдаквил    | Тайфложн (ур. 36) |
| Квила́ва (яп. マグマラシ Магмараси, англ. Quilava) — эволюция Синдаквила. Использует в бою огонь у себя на спине, который горит сильнее во время битвы, но иногда просто запугивает им потенциальных противников. Очень проворен, и способен уворачиваться от атак, параллельно атакуя огнём. Его тело покрыто особым невоспламеняемым мехом, благодаря которому огонь для Квилавы практически безвреден.Если Квилава захочет атаковать с огнем на спине, то он повернется к противнику во время битвы. В аниме Квилава есть у двух главных героев: у Эша и у Доун. Квилава является 63 лучшим покемоном по версии IGN. |                                    |          |        |       |         |              |                   |

| Номер | Имя                               | Тип      | Вид    | Рост  | Вес     | Эволюция из: | Эволюция в: |
| --- | --------------------------------- | -------- | ------ | ----- | ------- | ------------ | ----------- |
| #157 | Тайфло́жн (яп. バクフーン Бакуфун) | Огненный | Вулкан | 1,7 м | 79,5 кг | Квилава      | —           |
| Тайфло́жн (яп. バクフーン Бакуфу:н, англ. Typhlosion) — финальная стадия развития эволюционной ветви Синдаквила, эволюция Квилавы. Тайфложн — очень опасный противник. Если он приходит в ярость, всё, что к нему прикасается, мгновенно загорается.Так же может создавать взрывы, растирая свой горящий мех. Повышая температуру воздуха, он может создавать миражи, чтобы запутать противника. GamesRadar писал, что, хоть Тайфложн и основан на реальном животном, он «всё же крут», так как во внешность животного из реальной жизни были добавлены оригинальные черты. Тайфложн является 22 лучшим покемоном по версии IGN. Издание Official Nintendo Magazine оценило этого покемона и его эволюционную форму — Синдаквила, как для «легкого прохождения первых тренерских залов». Тайфложн является вторым любимым покемоном сайта ScrewAttack. |                                   |          |        |       |         |              |             |

| Номер | Имя                              | Тип    | Вид             | Рост  | Вес    | Эволюция из: | Эволюция в:       |
| --- | -------------------------------- | ------ | --------------- | ----- | ------ | ------------ | ----------------- |
| #158 | Тотода́йл (яп. ワニノコ Ваниноко) | Водный | Большая челюсть | 0,6 м | 9,5 кг | —            | Кроконав (ур. 18) |
| Тотода́йл (яп. ワニノコ Ваниноко, англ. Totodile) — покемон водного типа, наряду с Чикоритой и Синдаквилом один из трёх стартовых покемонов региона Джото. Он может казаться игривым, но с ним следует быть осторожным, так как, в шутку покусывая своего хозяина, он может искалечить его своими невероятно сильными челюстями, способными разгрызть даже твёрдые материалы. У Тотодайла есть манера кусать всё, что он видит. Эш ловит Тотодайла в 153 серии аниме-сериала и использует его на протяжении всего путешествия по региону Джото. IGN отметил, что Тотодайл наименее любимый стартовик, так как существуют другие лучшие водяные типы покемонов, добавив, что можно признать у этого «танцующего дурака» его индивидуальную личность. Рецензент Polygon опубликовал ранний дизайн эволюции Тотодайла, смутно напоминающей линию Попплио из Pokémon Sun и Moon. |                                  |        |                 |       |        |              |                   |

| Номер | Имя                                | Тип    | Вид             | Рост  | Вес     | Эволюция из: | Эволюция в:         |
| --- | ---------------------------------- | ------ | --------------- | ----- | ------- | ------------ | ------------------- |
| #159 | Крокона́в (яп. アリゲイツ Аригэйцу) | Водный | Большая челюсть | 1,1 м | 25,0 кг | Тотодайл     | Фералигатр (ур. 30) |
| Крокона́в (яп. アリゲイツ Аригэйцу, англ. Croconaw) — развитая форма Тотодайла. В бою он использует свои невероятно мощные челюсти. Если у него ломается зуб, на его месте через небольшой срок отрастает новый. Всего у него во рту 48 зубов. Клыки у него загнуты назад: это помогает Кроконаву не выпускать жертву из пасти, таким образом, вырваться из его хватки можно, только переломав Кроконаву зубы. Редакция IGN отнесла Кроконава к большинству, по ее мнению, уродливых средних эволюционных форм покемонов, таких как Скиплум, Пьюпитар, Нидорина, Глум, Голбат, которые встречаются для ненависти игроков. |                                    |        |                 |       |         |              |                     |

| Номер | Имя                                 | Тип    | Вид             | Рост  | Вес     | Эволюция из: | Эволюция в: |
| --- | ----------------------------------- | ------ | --------------- | ----- | ------- | ------------ | ----------- |
| #160 | Фералига́тр (яп. オーダイル О:дайру) | Водный | Большая челюсть | 2,3 м | 88,8 кг | Кроконав     | —           |
| Фералига́тр (яп. オーダイル О:дайру, англ. Feraligatr) — развитая форма Кроконава, финальная стадия развития Тотодайла. Фералигатр обычно медлителен, но, если ему нужно поймать добычу, он способен двигаться с огромной скоростью. Несмотря на своё массивное тело, у него очень сильные конечности, что позволяет ходить ему на задних лапах. Тем не менее, на земле, где ему сложнее удержать свой вес, он иногда двигается на четырёх лапах. Кусая жертву, мотает головой и рвёт её на куски. Запугивает врагов своими клыками. Pokémon Chick похвалила Фералигатра за его мощную силу и порекомендовала тренерам, ищущим универсального покемона, при этом добавив, что он не является её лично любимым стартовиком. |                                     |        |                 |       |         |              |             |

### #161—#169
| Номер | Имя                        | Тип     | Вид       | Рост  | Вес    | Эволюция из: | Эволюция в:     |
| --- | -------------------------- | ------- | --------- | ----- | ------ | ------------ | --------------- |
| #161 | Се́нтрет (яп. オタチ Отати) | Обычный | Разведчик | 0,8 м | 6,0 кг | —            | Фуррет (ур. 15) |
| Се́нтрет (яп. オタチ Отати, англ. Sentret) — покемон обычного типа. Он очень осторожен по характеру и постоянно следит за окружающей обстановкой. Чтобы дальше видеть, и, как следствие, быстрее обнаружить опасность, он стоит на своём хвосте. Обнаружив опасность, Сентрет громко кричит и стучит хвостом по земле. Сентреты выставляют часовых, когда стая спит. Если Сентрет отделяется от стаи, из-за страха он не может уснуть. |                            |         |           |       |        |              |                 |

| Номер | Имя                          | Тип     | Вид         | Рост  | Вес     | Эволюция из: | Эволюция в: |
| --- | ---------------------------- | ------- | ----------- | ----- | ------- | ------------ | ----------- |
| #162 | Фу́ррет (яп. オオタチ Оотати) | Обычный | Длиннотелый | 1,8 м | 32,5 кг | Сентрет      | —           |
| Фу́ррет (яп. オオタチ Оотати, англ. Furret) — развитая форма Сентрета. Фуррет живет в соответствующих его длинному и тонкому телу гнездах, расположенных глубоко в узких норах, чтобы туда было невозможно попасть другим покемонам. Пока что неизвестно, откуда начинается его хвост. Несмотря на свои короткие конечности, он шустрый и подвижный, чтобы охотиться на Раттату. В бою Фуррет может проскользнуть через узкие места и уйти, так как его телосложение очень стройное. Женская особь засыпает со своими детенышами, свернувшись вокруг них «калачиком». Pokémon Chick писала, что Фуррет — классический пример недостаточно используемого покемона: кто-то его высмеивает, а кто-то почитает. При этом она имела в виду, что некоторые люди ведутся на что-то милое или восхитительное, даже несмотря на их недостатки. Позже она назвала этого покемона пушистой колбасой, которая не дотягивает до красоты Вульпикс, а также порекомендовала его для тех, кто хочет называть себя тренером или стать мастером покемонов. |                              |         |             |       |         |              |             |

| Номер | Имя                          | Тип              | Вид  | Рост  | Вес     | Эволюция из: | Эволюция в:      |
| --- | ---------------------------- | ---------------- | ---- | ----- | ------- | ------------ | ---------------- |
| #163 | Хутху́т (яп. ホーホー Хо:хо:) | Обычный Летающий | Сова | 0,7 м | 21,2 кг | —            | Ноктаул (ур. 20) |
| Хутху́т (яп. ホーホー Хо:хо:, англ. Hoothoot) — покемон-птица. Он всегда стоит на одной ноге, но когда хочет сменить, то делает это быстро, притом движение можно увидеть довольно редко. К тому же хорошо чувствует время, поэтому сохраняя ритм, наклоняется с точностью по времени. Этот покемон имеет внутренний орган, способный чувствовать вращение Земли. Когда он использует этот специальный орган, то начинает громко ухать каждый день, ровно в одно и то же время. Из-за этого некоторые тренеры пользуются ими вместо часов, но есть сведения, что давным-давно люди применяли их так же. Некоторые страны оценивают его как мудрого друга,но издавна народ лелеял и считал Хутхута божественным посланником, показывающим время. IGN писал, что этот покемон крутой, но из-за плохих навыков не заслуживает использования в бою. В интервью Nintendo Power Magazine дизайнер игровой франшизы Кэн Сугимори признался, что Хутхут его любимый покемон, поскольку над созданием последнего его вдохновила домашняя птица из детства, которая поражала его тем, что она могла стоять только на одной ноге. |                              |                  |      |       |         |              |                  |

| Номер | Имя                                 | Тип              | Вид  | Рост  | Вес     | Эволюция из: | Эволюция в: |
| --- | ----------------------------------- | ---------------- | ---- | ----- | ------- | ------------ | ----------- |
| #164 | Нокта́ул (яп. ヨルノズク Ёрунодзуку) | Обычный Летающий | Сова | 1,6 м | 40,8 кг | Хутхут       | —           |
| Нокта́ул (яп. ヨルノズク Ёрунодзуку, англ. Noctowl) — развитая форма Хутхута. Ноктаул никогда не перестает ловить добычу и не позволяет ей убежать в темноте. По-этому некоторые его называют «императором темных ночей». Этим особенностям он обязан своему адаптированному зрению, которое концентрируются на слабом свете, и своими мягкими, гибкими крыльями, способные не издавать звука при полёте. Чтобы обострить свои интеллектуальные силы, этот покемон поворачивает голову на 180 градусов. Когда он целиком переворачивает голову, то это значит, что занимается очень глубоким размышлением, либо его что-то беспокоит. Если вы оставите это так,Ноктаул будет вас клевать. По версии сайта GamesRadar Ноктаул хоть и не сильный, но все еще полезный тем, что может изучить большое разнообразие психических атак. |                                     |                  |      |       |         |              |             |

| Номер | Имя                           | Тип                | Вид        | Рост  | Вес     | Эволюция из: | Эволюция в:     |
| --- | ----------------------------- | ------------------ | ---------- | ----- | ------- | ------------ | --------------- |
| #165 | Ле́диба (яп. レディバ Рэдзиба) | Насекомый Летающий | Пять пятен | 1,0 м | 10,8 кг | —            | Ледиан (ур. 18) |
| Ле́диба (яп. レディバ Рэдзиба, англ. Ledyba) — покемон-насекомое. Очень робкий покемон, который боится передвигаться один, поэтому его можно встретить только в рое с другими Ледиба, тогда он будет более активным. Они собираются в холодную погоду и греют друг друга, также они могут группой применить атаку «Отражение»(англ. Reflect) на противника, чтобы защитить свое гнездо. Есть сведения, что узоры на их спинах отличаются от остальных. Ледиба выделяет ароматическую жидкость из области ноги, соединяющейся с телом, если вещество выделяется только от ступни, то оно может указывать её местоположение. Эта телесная жидкость используется для общения с другими покемонами этого вида. К тому же, она передает свои чувства другим, изменяя запахи, к примеру если он кислый, то Ледиба зла. |                               |                    |            |       |         |              |                 |

| Номер | Имя                             | Тип                | Вид        | Рост  | Вес     | Эволюция из: | Эволюция в: |
| --- | ------------------------------- | ------------------ | ---------- | ----- | ------- | ------------ | ----------- |
| #166 | Ле́диан (яп. レディアン Рэдзиан) | Насекомый Летающий | Пять пятен | 1,4 м | 35,6 кг | Ледиба       | —           |
| Ле́диан (яп. レディアン Рэдзиан, англ. Ledian) — развитая форма Ледибы. В дневное время, когда теплая погода, он скручивается внутри большого листа и крепко засыпает. Сила удара отдельной конечности ничтожна, по-этому Ледиан наносит урон четырьмя лапками, из этого следует, что покемону важно не качество, а количество. Когда звезды мерцают на ночном небе, он летит, рассеивая искрящуюся пыль. Многие верят, что если эта пыль к вам прилипнет, то скоро придет удача. Звездные узоры у него на спине увеличиваются или уменьшаются в зависимости от количества звезд на ночном небе. Говорят, что они связаны со звездами, но на данный момент это остается невыясненным. Ходят слухи, что в странах с чистым воздухом, где светила заполняют небосвод, в бесчисленном количестве живут Ледианы. Для этого есть убедительное доказательство — Покемон использует свет звезд в качестве своей энергии, хотя он также употребляет ягоды. Ледиан попал на четвертую строчку в списке «5 случайно страшных покемонов» из-за своих перчаток «Изотонеров», которые используются грабителями по всему миру. IGN описал его как придурошного «Могучего рейнджера», притом что в нем все отстой. |                                 |                    |            |       |         |              |             |

| Номер | Имя                             | Тип                | Вид           | Рост  | Вес    | Эволюция из: | Эволюция в:      |
| --- | ------------------------------- | ------------------ | ------------- | ----- | ------ | ------------ | ---------------- |
| #167 | Спинара́к (яп. イトマル Итомару) | Насекомый Ядовитый | Прядущий нити | 0,5 м | 8,5 кг | —            | Ариадос (ур. 22) |
| Спинара́к (яп. イトマル Итомару, англ. Spinarak) — покемон насекомого и ядовитого типа. Из своей нити, которую он берет изо рта, плетет прочную паутину. После чего этот терпеливый покемон неподвижно ждет, лежа в одной и то же позе на паутине продолжительное время. Некоторые рыбаки вплетают нити Спинарака в свои сети для ловли покемонов. Его паутину можно считать второй нервной системой. Говорят, что этот покемон может определить, какая жертва касается его паутины, лишь благодаря крошечным вибрациям, которые он ощущает через нити паутины.Его любимая добыча — Кьютифлай. Яд Спинарака способен ослабить попавшегося покемона в паутину. |                                 |                    |               |       |        |              |                  |

| Номер | Имя                              | Тип                | Вид         | Рост  | Вес     | Эволюция из: | Эволюция в: |
| --- | -------------------------------- | ------------------ | ----------- | ----- | ------- | ------------ | ----------- |
| #168 | Ариа́дос (яп. アリアドス Ариадос) | Насекомый Ядовитый | Длинноногий | 1,1 м | 33,5 кг | Спинарак     | —           |
| Ариа́дос (яп. アリアドス Ариадос, англ. Ariados) — развитая форма Спинарака.Он раскручивает нить не только из задней части, но и ротовой. Одна специальная нить бесконечно прядется из его фильер, а сама она двигается обратно в свое брюшко. С помощью неё, Ариадос сжимает противника и впитывается своими мандибулами в плоть. Но если этот покемон зацепит шелк на жертву и временно отпустит, то он может отследить её для улова представителей той добычи. Ползание по потолкам и вертикальным препятствиям осуществляется с помощью небольших крючковатых когтей. Ночью Ариадос собирается на охоту, при этом не доделывая своё гнездо в определенном месте. Pokemon of the Day заявил, что этим покемоном можно напугать свою младшую сестренку, но многого не ожидать в битве. |                                  |                    |             |       |         |              |             |

| Номер | Имя                               | Тип               | Вид          | Рост  | Вес     | Эволюция из: | Эволюция в: |
| --- | --------------------------------- | ----------------- | ------------ | ----- | ------- | ------------ | ----------- |
| #169 | Кро́бат (яп. クロバット Куробатто) | Ядовитый Летающий | Летучая мышь | 1,8 м | 75,0 кг | Голбат       | —           |
| Кро́бат (яп. クロバット Куробатто, англ. Crobat) — развитая форма Голбата, финальная стадия развития Зубата. Поскольку его лапы стали дополнительными крыльями, ему стало тяжелее ходить, из-за чего может только ползти, а также легче летать. По полету можно заметить его состояние: если он устал, то будет чаще менять крылья на ветру, а когда этот покемон развевается на двух задних или передних ногах, это значит, что Кробат летел на дальнее расстояние. Этот покемон легко и проворно пролетает через предполагаемую добычу, не издавая ни звука и мгновенно высасывая из неё кровь. Тем более его очень острые клыки не причиняют боль жертве, что даже невозможно почувствовать укус. Когда Кробат не пьет кровь в течение короткого времени, то он перестает летать, словно становясь слабым. |                                   |                   |              |       |         |              |             |

### #170—#178
| Номер | Имя                            | Тип                  | Вид      | Рост   | Вес      | Эволюция из: | Эволюция в:      |
| --- | ------------------------------ | -------------------- | -------- | ------ | -------- | ------------ | ---------------- |
| #170 | Чинчо́у (яп. チョンチー Тёнти:) | Водный Электрический | Удильщик | 0,51 м | 11,79 кг | —            | Лантурн (ур. 27) |
| Чинчо́у (яп. チコリータ Тёнти:, англ. Chinchou) — это маленькая, круглая, синяя рыбка с парой крошечных белых плавников и двумя маленькими синими ногами. Глаза Чинчоу имеют уникальное строение — они сформированы как знаки «плюс». Он имеет две антенны, которые расположены сзади как хвосты. На конце каждой антенны находится желтый каплевидный шар. В генерирующих клетках этих антенн создаётся столько электроэнергии, что они даже немного покалывают самого покемона. Также Чинчоу могут общаться под водой, мигая своими антеннами. Также, когда они светятся для привлечения добычи, то этот покемон подходит для ночной рыбалки. Чинчоу производит свои электрические атаки, поглощая энергию через свои антенны. Чинчоу любят скрытые тёмные глубины океанов и редко подходят к поверхности. Тем не менее, у них есть способность ходить по земле. Pokemon of the Day писала, что этот покемон выглядел бы круче, если один глаз был положительным, а другой отрицательным, но смотря на Плюсла и Минуна, создатели видимо сэкономили эту «изюминку» на их образе. |                                |                      |          |        |          |              |                  |

| Номер | Имя                              | Тип                  | Вид    | Рост  | Вес     | Эволюция из: | Эволюция в: |
| --- | -------------------------------- | -------------------- | ------ | ----- | ------- | ------------ | ----------- |
| #171 | Ла́нтурн (яп. ランターン Ранта:н) | Водный Электрический | Фонарь | 1,2 м | 22,5 кг | Чинчоу       | —           |
| Ла́нтурн (яп. チコリータ Ранта:н, англ. Lanturn) — развитая форма Чинчоу. За освещающую антенну его прозвали «Глубоководной звездой», так как с помощью химической реакции между бактериями и жидкостями, он может освещать более пяти километров от глубины до поверхности моря. Он ловит добычу с помощью видоизмененного плавника в виде светящихся сфер. Ослепляя всплеском света, жертва становится парализованной, что облегчает на неё охоту. IGN похвалил Лантурна за его красоту, которую он может совмещать с мозгами и мускулами. |                                  |                      |        |       |         |              |             |

| Номер | Имя                       | Тип           | Вид            | Рост  | Вес  | Эволюция из: | Эволюция в:             |
| --- | ------------------------- | ------------- | -------------- | ----- | ---- | ------------ | ----------------------- |
| #172 | Пи́чу (яп. ピチュー Питю:) | Электрический | Маленькая мышь | 0,3 м | 2 кг | —            | Пикачу (Крепкая дружба) |
| Пи́чу (яп. ピチュー Питю:, англ. Pichu) — покемон электрического типа. Этот покемон не умеет хранить много электричества, так как его розовые мешочки на щеках еще маленькие. Если он удивлен или взволнован, то может самопроизвольно разряжать энергию. Если вы слышите треск статического электричества от этого покемона, то это значит, что он зарядился энергией во время грозы или сухого воздуха. Когда Пичу играет с другими покемонами, он может отключить электричество с другим Пичу, создавая поток искр. В этом случае покемон начнет плакать, пораженный вспышкой искр. Если у него полностью заряжены щеки, то покемон играет очень активно. Геймдизайнер покемонов Дзюнъити Масуда не раз в интервью говорил, что любит Пичу, так как на его дизайн он потратил очень много времени вместе с арт-директором Кэном Сугимори. IGN обвинил эволюцию Пичу в чрезмерном маркетинге своим детским видом, отвлекающим многих игроков от покемон-игр, при этом он бесполезен, чем Пикачу и унизителен в серьезном бою. Pokemon of the Day заявляла о своем недовольстве к Пичу, считая его "отстойным", и к тому же, она писала, что вместо него будет тренировать других "детских" покемонов, таких как Магби или Элекид. Издание GamesRadar порекомендовала тренировать этого покемона с атакой "Вольтовое снаряжение" (англ. Volt Tackle) объяснив это тем, что он может стать более разрушительным. |                           |               |                |       |      |              |                         |

| Номер | Имя                  | Тип       | Вид    | Рост  | Вес  | Эволюция из: | Эволюция в:               |
| --- | -------------------- | --------- | ------ | ----- | ---- | ------------ | ------------------------- |
| #173 | Кле́ффа (яп. ピィ Пи) | Волшебный | Звезда | 0,3 м | 3 кг | —            | Клефейри (Крепкая дружба) |
| Кле́ффа (яп. ピィ Пи, англ. Cleffa) — покемон волшебного типа. Из-за того, что этот покемон своим силуэтом напоминает звезду, люди считают, что Клеффа прилетела сюда на метеоре. К тому же фактом «прибытия Клеффы с метеора», можно узнать по нахождению этих покемонов в местах падения звезд, и усиливанием наблюдений за многочисленными космическими телами, освещающим ночное небо, а также раздумываниями о своем доме, глядя на них. Этот покемон может быть очарован чем-нибудь связанным с космосом, например Миниором. Когда в ночном небе бесчисленное количество звезд, группа Клефф могут быть замечены в особом танце. Такое представление длится целую ночь, а заканчивается только на рассвете, и чтобы утолить жажду они выпивает утреннюю росу. |                      |           |        |       |      |              |                           |

| Номер | Имя                             | Тип                  | Вид           | Рост  | Вес  | Эволюция из: | Эволюция в:                 |
| --- | ------------------------------- | -------------------- | ------------- | ----- | ---- | ------------ | --------------------------- |
| #174 | Игглиба́ф (яп. ププリン Пупурин) | Нормальный Волшебный | Воздушный шар | 0,3 м | 1 кг | —            | Джигглипуф (Крепкая дружба) |
| Игглиба́ф (яп. ププリン Пупурин, англ. Igglybuff) — покемон нормального и волшебного типа. Игглибаф имеет очень мягкое и упругое тело, сравнимое с зефиром. Вместо использования своих коротких ног, он предпочитает подпрыгивать и отскакивать, тем более он это делает в любом месте и времени, так как остановиться ему будет невозможно. После длительных движений, он начинает испускать сладкий и приятный аромат, который может успокоить и союзников, и врагов. Также у этого покемона не развиты голосовые связки, из-за чего он может повредить горло, если будет петь громко. Чтобы настроить голосовые связки, Игглибаф полощет рот водой из чистого ручья. Из-за страсти к пению, покемон всегда хочет его улучшить, например оставаясь с самим собой. Даже во сне, он продолжает практиковаться. GamesRadar утверждает, что эта еще одна предреволюционная форма, которая должна пройти немало усилий, чтобы стать полезным в бою. |                                 |                      |               |       |      |              |                             |

| Номер | Имя                           | Тип       | Вид         | Рост  | Вес    | Эволюция из: | Эволюция в:              |
| --- | ----------------------------- | --------- | ----------- | ----- | ------ | ------------ | ------------------------ |
| #175 | То́гепи (яп. トゲピー Тогэпи:) | Волшебный | Колючий шар | 0,3 м | 1,5 кг | —            | Тогетик (Крепкая дружба) |
| То́гепи (яп. トゲピー Тогэпи:, англ. Togepi) — покемон волшебного типа. В качестве свей энергии Тогепи использует положительные эмоции и чувства, которые источают другие покемоны и люди. После чего он наполняет ими скорлупу и хранит, а затем делится с другими. Человеку, сумевшему заставить покемона встать в сонном состоянии, как утверждает легенда, в скором времени придет счастье. В аниме-сериале Тогепи достается Мисти в 48 серии, после принятия героини за свою маму. Хотя яйцо Тогепи сначала было найдено Эшом. Покемон развивается в Тогетика в 318 серии. |                               |           |             |       |        |              |                          |

| Номер | Имя                                | Тип                | Вид        | Рост  | Вес    | Эволюция из: | Эволюция в:                |
| --- | ---------------------------------- | ------------------ | ---------- | ----- | ------ | ------------ | -------------------------- |
| #176 | То́гетик (яп. トゲチック Тогэтикку) | Волшебный Летающий | Счастливый | 0,6 м | 3,2 кг | Тогепи       | Тогекисс(Блестящий камень) |
| То́гетик (яп. トゲチック Тогэтикку, англ. Togetik) — покемон летающего и волшебного типа. Ходят слухи, что Тогетик приносит удачу его владельцу. Если этот человек добр, заботлив и чист сердцем, покемон предстает перед ним и рассеивает «пыль радости». Ему неприятно находиться у плохого и злого человека. У Тогетика есть особенность: он может не порхая своими крыльями, оставаться в воздухе и следовать за своим тренером. В аниме Тогетик эволюционировался из Тогепи в 318 серии. Мисти оставила его в Миражном Королевстве. На сайте GamesRadar Тогетик попал на второе место списка "15 неуклюжих покемонов" из-за своей гигантской головы, "подвешенной" на его тонкой шее. Pokemon of the Day Chick писала, что этот "бесполезный и отстойный покемон" не должен настраивать вас на мысли о том, что если вы не можете заставить покемона тренироваться, то это отражается на ваши навыки тренера. |                                    |                    |            |       |        |              |                            |

| Номер | Имя                       | Тип                  | Вид             | Рост  | Вес  | Эволюция из: | Эволюция в:   |
| --- | ------------------------- | -------------------- | --------------- | ----- | ---- | ------------ | ------------- |
| #177 | На́ту (яп. ネイティ Нэйти) | Психический Летающий | Маленькая птица | 0,2 м | 2 кг | —            | Ксату (ур.25) |
| На́ту (яп. ネイティ Нэйти, англ. Natu) — покемон летающего и психического типа. Так как крылья этого покемона полностью не окрепли, он не может летать, а только совершать огромные профессиональные прыжки на деревья, чтобы поклевать его любимый деликатес — новые побеги на ветке. Покемон также может добывать и на земле, например он питается вкусной частью кактуса, при этом избегая колючек. Если ваши глаза соприкоснутся со взглядом Нату, то тот начнет внимательно смотреть на вас, но когда вы сделаете один шаг, покемон отскочит на безопасное место. Официально считается, что Нату проживают в Южной Америке, хотя их довольно встретить во всех местах земли, таких как леса или руины. |                           |                      |                 |       |      |              |               |

| Номер | Имя                           | Тип                  | Вид         | Рост  | Вес   | Эволюция из: | Эволюция в: |
| --- | ----------------------------- | -------------------- | ----------- | ----- | ----- | ------------ | ----------- |
| #178 | Ксату́ (яп. ネイティオ Нэйтио) | Летающий Психический | Мистический | 1,5 м | 15 кг | Нату         | —           |
| Ксату́ (яп. ネイティオ Нэйтио, англ. Ksatu) — покемон психического и летающего типа. Дизайн покемона связан с тотемным столбом или куклой качина. Этот покемон остается тихим и спокойным в течение всего дня, так как видит одновременно прошлое и будущее. Как говорят в Южной Америке, где и обитают эти странные покемоны, Ксату правым глазом узнает будущее, а левым — прошлое. Покемон стоит всегда на одном месте, наблюдая за солнцем от заката до рассвета. Люди считают, что он делает это из-за страха перед вещами, которые могут случиться с ним в будущем. Медитация — его главное занятие с утра на целые сутки. Также ходят слухи, что он способен предсказывать будущее, но не силен его изменить, либо у него нет на это желания. В аниме показали, что он общается семафорным способом с помощью крыльев. IGN порекомендовал Ксату тем тренерам, которые устали от привычных психических и летающих типов покемонов. Также сайт отметил внезапное столкновение этого "живого тотемного столба" из-за постоянного чтения прошлого и будущего может объяснить, почему птицы врезаются в окна осенью, при этом редактор, размышлявший над этим, всегда думал, что птицы были пьяными из-за брожения ягод. |                               |                      |             |       |       |              |             |

### #179—#189
| Номер | Имя                         | Тип           | Вид      | Рост  | Вес    | Эволюция из: | Эволюция в:    |
| --- | --------------------------- | ------------- | -------- | ----- | ------ | ------------ | -------------- |
| #179 | Мэ́рип (яп. メリープ Мэрипу) | Электрический | Шерстный | 0,6 м | 7,8 кг | —            | Флаффи (ур.15) |
| Мэ́рип (яп. メリープ Мэрипу, англ. Mareep) — покемон электрического типа. Его шерсть может постоянно увеличиваться в объёме, так как в нем накапливается статическое электричество, а также она сохраняет много воздуха, что позволяет этому покемону оставаться прохладным в летнее время и теплым в зимнее время. В середине года Мэрип линяет, но шерсть через неделю снова отрастет. Яркость кончика его хвоста зависит от создаваемого трением покрова, электротока. Так как в шерсти наблюдается электроэнергия, то прикосновение руки обойдется поражением электрического тока. Одежда, сделанная из флиса Мэрипа, из-за процесса в ней, легко заряжается статическим током. GameSpot счел Мэрипа за тонкую отсылку к «Бегущему по лезвию». IGN писал, что этот покемон — обожаемый и легкодоступный комок шерсти, которого любят многие тренеры за его удивительную специальную атаку. |                             |               |          |       |        |              |                |

| Номер | Имя                        | Тип           | Вид      | Рост  | Вес     | Эволюция из: | Эволюция в:     |
| --- | -------------------------- | ------------- | -------- | ----- | ------- | ------------ | --------------- |
| #180 | Фла́ффи (яп. モココ Мококо) | Электрический | Шерстный | 0,8 м | 13,3 кг | Мэрип        | Амфарос (ур.30) |
| Фла́ффи (яп. モココ Мококо, англ. Flaaffy) — развитая форма Мэрипа. Большое накопление электричества в шерсти привело к тому, что на теле стали образовываться зоны голой кожи, которая защищает покемона от поражения электрическим током. Несмотря на это, его оставшийся покров ещё накапливает электроэнергию, и если энергии очень много, то шар на конце хвоста засветится. При этом его можно использовать в бою . Качество пушистого меха Флаффи измеряется способностью генерирования заряда. |                            |               |          |       |         |              |                 |

| Номер | Имя                             | Тип           | Вид    | Рост  | Вес     | Эволюция из: | Эволюция в: |
| --- | ------------------------------- | ------------- | ------ | ----- | ------- | ------------ | ----------- |
| #181 | Амфаро́с (яп. デンリュウ Дэнрю:) | Электрический | Фонарь | 1,4 м | 61,5 кг | Флаффи       | —           |
| Амфаро́с (яп. デンリュウ Дэнрю:, англ. Ampharos) — покемон электрического типа, финальная форма Мэрипа. Он использует свой яркий и блестящий свет от своего кончика на хвосте для послания сигналов потерявшимся. Неслучайно в старину его ставили вместо маяка. Свет от сферы на хвосте может доходить до космического пространства. Когда покемон начинает наполняться большим количеством энергии, то красные шарики на теле начнут светиться намного ярче. Это доказывает, его активное состояние можно сравнить со спящей кровью дракона. При использовании Мега камня для Амфароса, Амфарос станет Мега Амфарсом и при этом у него будет особый прием и приобретет еще один тип - драконий. IGN обозвал Амфароса "удивляющей ленивой овцой", пожелав игрокам поисков лучшего способа использования всей ее мощи. |                                 |               |        |       |         |              |             |

| Номер | Имя                                  | Тип      | Вид    | Рост  | Вес    | Эволюция из: | Эволюция в: |
| --- | ------------------------------------ | -------- | ------ | ----- | ------ | ------------ | ----------- |
| #182 | Бе́ллоссом (яп. キレイハナ Кирэйхана) | Травяной | Цветок | 0,4 м | 5,8 кг | Глум         | —           |
| Бе́ллоссом (яп. キレイハナ Кирэйхана, англ. Bellossom) — покемон-цветок травяного типа, финальная форма Оддиша. Эволюционирует после использования на свою прошедшую форму, Солнечного камня. Так как у этого покемона ареалом служат тропические места, в основным южные страны, то нередко после сезона проливных дождей, его тянет на танцы с другими покемонами своего вида, чтобы привлечь теплое солнце. Говорят, что это особым образом, ритуал. Когда лепестки соприкасаются между ними в танце, то издается расслабляющий и приятный звук, а когда Беллоссом подвергается большим количеством солнечного света, листья на его теле начинают вращаться. Ночью, он закрывает лепестки и засыпает. Цветки на голове Беллоссома будут красивыми, если покемон эволюционировал из очень вонючего Глума. |                                      |          |        |       |        |              |             |

| Номер | Имя                        | Тип               | Вид          | Рост  | Вес    | Эволюция из: | Эволюция в:       |
| --- | -------------------------- | ----------------- | ------------ | ----- | ------ | ------------ | ----------------- |
| #183 | Мэ́рилл (яп. マリル Мариру) | Водяной Волшебный | Водяная мышь | 0,4 м | 8,5 кг | Азурилл      | Азумэрилл (ур.18) |
| Мэ́рилл (яп. マリル Мариру, англ. Marill) — развитая форма Азурилла. Главная особенность Мэрилла — его хвост с водоотталкивающим веществом, который действует как спасательный круг: он может оставаться сухим и не утонуть, даже резвясь в воде. Также этот покемон способен нырять глубоко в воду, создавая на поверхности с помощью кончика хвоста функцию «поплавка», тем самым ему легко удается добраться до водорослей. Так как хвостик способен на растяжение, то он может использовать его, закрепившись за ствол дерева, около ручья с быстрым течением. Изначально Мэрилл назывался фанатами «Пикаблу» не только из-за внешних сходств, но и ранним обнародованием покемона без указания его имени. Произошло это всё из-за теории, нашумевшей у американских поклонников после того, когда Мэрилл появился в первом полнометражном фильме по «Покемону». Многие предполагали, что это была развитая форма Пикачу и она появится в Pokémon Yellow, но в итоге все эти домыслы были отвергнуты IGN. GameSpot назвал Мэрилла «милым». |                            |                   |              |       |        |              |                   |

| Номер | Имя                               | Тип               | Вид            | Рост  | Вес     | Эволюция из: | Эволюция в: |
| --- | --------------------------------- | ----------------- | -------------- | ----- | ------- | ------------ | ----------- |
| #184 | Азумэ́рилл (яп. マリルリ Марирури) | Водяной Волшебный | Водяной кролик | 0,8 м | 28,5 кг | Мэрилл       | —           |
| Азумэ́рилл (яп. マリルリ Марирури, англ. Azumarill) — развитая форма Мэрилла. Он живет в воде практически весь день, при этом закрывая свои уши, чтобы внутрь она не попала. Азумэрилла не могут заметить враги из-за его небольших меховых пятен в виде пузырьков и волн на теле. К тому же сосредоточив слух, он через некоторое время может определить любой объект, находящийся в бурных и быстрых реках. Всё это ему обеспечивают длинные уши, которые можно сравнить с превосходными датчиками. Азумэрилл способен создавать небольшие воздушные шарики, когда видит задыхающегося покемона в воде, чтобы тот мог продолжать дышать. Редакция IGN посоветовала использовать Азумэрилла вместо пляжного мяча из-за своих плохих статистик. |                                   |                   |                |       |         |              |             |

| Номер | Имя                               | Тип      | Вид         | Рост  | Вес   | Эволюция из: | Эволюция в: |
| --- | --------------------------------- | -------- | ----------- | ----- | ----- | ------------ | ----------- |
| #185 | Судову́до (яп. ウソッキー Усокки:) | Каменный | Подражающий | 1,2 м | 38 кг | Бонслай      | —           |
| Судову́до (яп. ウソッキー Усокки:, англ. Sudowoodo) — покемон каменного типа. Чтобы его не атаковали враги, он может имитировать дерево, так как его реальный состав ближе к скале. Это можно доказать опаданием листьев зимой на передних конечностях покемона. Так же возможно отличить покемона от дерева, при этом стоит всего лишь посмотреть на ветку: если она дергается, когда нет ветра, то значит, что вы нашли Судовудо. Коллекционеры, а особенно пожилые люди, обожают изучать его лиственную часть на руках. Из-за этой популярности существует даже журнал про этого покемона. Обычно его можно заметить вдоль дорожек. Судовудо ненавидит воду, по-этому прячется от дождей. Одна и та же поза помогает ему становиться гибким. Дизайнер покемонов Кэн Сугимори рассказал, что Судовудо появился от случайного набора им составленных картинок из-за рекомендаций по созданию "покемона, останавливающего транспортные движения". Сайт IGN описал покемона как "думающего, что он дерево, при этом гипнотически поворачивая бедрами", дополнив, что в Pokеmon Stadium танец Судовудо намекает на его желание пойти в ванную. Стивен Фуллджеймс на сайте CVG напротив был рад этому покемону, считая его одним из самых крутых новых покемонов в Pokemon Gold и Silver. |                                   |          |             |       |       |              |             |

| Номер | Имя                                | Тип    | Вид     | Рост  | Вес     | Эволюция из: | Эволюция в: |
| --- | ---------------------------------- | ------ | ------- | ----- | ------- | ------------ | ----------- |
| #186 | Политое́д (яп. ニョロトノ Нёротоно) | Водный | Лягушка | 1,1 м | 33,9 кг | Поливирл     | —           |
| Политое́д (яп. ニョロトノ Нёротоно, англ. Politoed) — покемон-лягушка, финальная стадия развития Поливага и эволюционная форма Поливирла. Они могут собираться группами лунной ночью и петь громким и сердитым голосом, напоминающий рев. Если Поливаг и Поливирл услышат их, то ответят тем же и начнут к ним приближаться издалека, словно повинуясь. Говорят, что чем вьющиеся и длиннее их волосы на голове, тем они больше заслуживают уважения среди своих сверстников, обозначая этим статус короля, а также подчинения большими количествами Поливагов и Поливирлов. Один из редакторов сайта IGN приметил, что эволюция Политоеда стала слишком скучной и предсказуемой как и его альтернативная версия — Поливирл. |                                    |        |         |       |         |              |             |

| Номер | Имя                           | Тип               | Вид      | Рост  | Вес    | Эволюция из: | Эволюция в:     |
| --- | ----------------------------- | ----------------- | -------- | ----- | ------ | ------------ | --------------- |
| #187 | Хо́ппип (яп. ハネッコ Ханэкко) | Летающий Травяной | Сушеница | 0,4 м | 0,5 кг | —            | Скиплум (ур.18) |
| Хо́ппип (яп. ハネッコ Ханэкко, англ. Hoppip) — покемон-сушеница. Он настолько легкий, чтобы случайно улететь даже при небольшом ветре, тем самым быстро перемещаясь из одного места в другое. Любит наслаждаться нежными бризами, но когда предчувствует сильный порыв ветра, то начнет соединяться своими листьями с другими Хоппипами, чтобы подготовиться к тому, когда их вместе сдует. Для остановки покемон может крепко держаться ногами за землю. Ходят слухи, что если Хоппип появляется в горах и полянах, то в скором времени наступит весна. |                               |                   |          |       |        |              |                 |

| Номер | Имя                            | Тип               | Вид      | Рост  | Вес  | Эволюция из: | Эволюция в:       |
| --- | ------------------------------ | ----------------- | -------- | ----- | ---- | ------------ | ----------------- |
| #188 | Ски́плум (яп. ポポッコ Попокко) | Летающий Травяной | Сушеница | 0,6 м | 1 кг | Хоппип       | Джамплафф (ур.27) |
| Ски́плум (яп. ポポッコ Попокко, англ. Skiploom) — эволюционная форма Хоппипа. Скиплума используют как термометр, благодаря распусканию цветка у него на макушке. В зависимости от температуры и погоды, он может то распустить, то закрыть свой цветок. Например, для полного открытия нужно, чтобы вокруг него было приблизительно 18Сº. Для этого Скиплум старается больше парить в небе, приближаясь к солнцу, чтобы впитать в себя энергию. Если идет дождь, то цветок закрывается, и покемон прячется под деревом. Редакция IGN отнесла Скиплума к большинству, по ее мнению, уродливых средних эволюционных форм покемонов, таких как Кроконав, Пьюпитар, Нидорина, Глум, Голбат, которых нужно долго развивать на ранней стадии, чтобы получить высокие статистики. |                                |                   |          |       |      |              |                   |

| Номер | Имя                              | Тип               | Вид      | Рост  | Вес  | Эволюция из: | Эволюция в: |
| --- | -------------------------------- | ----------------- | -------- | ----- | ---- | ------------ | ----------- |
| #189 | Джампла́фф (яп. ワタッコ Ватакко) | Летающий Травяной | Сушеница | 0,8 м | 3 кг | Скиплум      | —           |
| Джампла́фф (яп. ワタッコ Ватакко, англ. Jumpluff) — финальная стадия развития Хоппипа. Как только Джамплафф дрейфует от сильного ветра, то начинает рассеивать свои хлопковые споры для появления своих потомков. Этот покемон может управлять своим пушком для прохода в любые места, когда несется по воздуху очень быстро. Из-за этого может долетать до теплых южных мест через море, но если он почувствует холод, начнет медленно спускаться обратно на землю. |                                  |                   |          |       |      |              |             |

### #190—#201
| Номер | Имя                         | Тип        | Вид           | Рост  | Вес     | Эволюция из: | Эволюция в:            |
| --- | --------------------------- | ---------- | ------------- | ----- | ------- | ------------ | ---------------------- |
| #190 | Э́йпом (яп. エイパム Эйпаму) | Нормальный | Длиннохвостый | 0,8 м | 11,5 кг | —            | Эмбипом (Двойная Сила) |
| Э́йпом (яп. エイパム Эйпаму, англ. Aipom) — покемон обезьяноподобного вида. Живет, гнездясь на верхушках деревьев. Этот покемон питается фруктами и охотится на Баунсвит. С помощью своего хвоста и ловкого ручного придатка он может сорвать плод с веток, а также подняться наверх, при этом удерживая баланс. Из-за этого его руки стали неуклюжими и непригодными. Во время сна Эйпом обвивает хвост вокруг ветки. GamesRadar поставил Эйпома и Кроганка в «пятерку случайно страшных покемонов», прокомментировав это демонстрацией необычайно большой улыбки, за которой скрываются злые умыслы или мерзкие мысли. IGN описал этого покемона как «уродливую фиолетовую обезьяну с рукой, выходящей из его задницы, и отстойной статистикой», также издание подметило, что у него остекленевший и слегка маниакальный взгляд наркомана. |                             |            |               |       |         |              |                        |

| Номер | Имя                                | Тип      | Вид  | Рост  | Вес    | Эволюция из: | Эволюция в:                 |
| --- | ---------------------------------- | -------- | ---- | ----- | ------ | ------------ | --------------------------- |
| #191 | Са́нкерн (яп. ヒマナッツ Химанатцу) | Травяной | Семя | 0,3 м | 8,5 кг | —            | Санфлора (Солнечный камень) |
| Са́нкерн (яп. ヒマナッツ Химанатцу, англ. Sunkern) — покемон-семя. Из-за того, что он слаб, ему приходится отчаянно встряхивать листья нападающему. Также покемон может упасть с неба, при этом на его падение могут слетаться Спироу и рвать его листья. Если он просто упал на землю, то через год, как правило, после нетеплой зимы его популяция возрастет. По слухам, единственная пища Санкерна — утренняя роса, скрывающаяся под травой. Поэтому этот покемон движется настолько медленно, насколько это возможно, чтобы не тратить все питательные вещества, которые пригодятся при эволюции. Pokemon of the Day Chick посоветовала Санкерна тем, кто хочет, чтобы над ними смеялись, либо тем, кому жаль оставить его в мире покемонов. При этом она предположила, что никто не хочет говорить о низких статистиках Санкерна, потому что в глубине души мы действительно предпочли бы притворяться, что этого покемона не существует. |                                    |          |      |       |        |              |                             |

| Номер | Имя                              | Тип      | Вид    | Рост  | Вес    | Эволюция из: | Эволюция в: |
| --- | -------------------------------- | -------- | ------ | ----- | ------ | ------------ | ----------- |
| #192 | Санфло́ра (яп. キマワリ Кимавари) | Травяной | Цветок | 0,8 м | 8,5 кг | Санкерн      | —           |
| Санфло́ра (яп. キマワリ Кимавари, англ. Sunflora) — это покемон подсолнечноподобного вида. Её ствол и конечности зелёные, а голова кремового цвета, имеет круглую форму и жёлтые лепестки, растущие по краю. Лепестки становятся ярче при солнечной и тёплой погоде. В дневное время покемон достаточно активен, особенно в погоне за солнечной энергией. Санфлора имеет листья-руки и по два пальца на каждой ноге. Санфлора преобразует солнечный свет в энергию. После захода солнца и появления темноты она закрывает свои лепестки и становится неподвижной. Помимо солнечного света этот покемон нуждается в большом количестве воды. Санфлору редко встретишь в дикой природе, но иногда она встречается на травянистых лугах. Когда один из редакторов сайта GamesRadar впервые увидел Санфлору, то вспомнил детскую программу «Волшебный сад», проводимую двумя хиппи под галлюциногенными наркотиками. Но тем не менее дизайн покемона оценили как не креативный из-за «пририсованной маркером» улыбки на лице. IGN писал, что многие тренеры просто бросили бы Санфлору на землю, не раскрыв её скрытый потенциал. |                                  |          |        |       |        |              |             |

| Номер | Имя                           | Тип                | Вид             | Рост  | Вес   | Эволюция из: | Эволюция в:           |
| --- | ----------------------------- | ------------------ | --------------- | ----- | ----- | ------------ | --------------------- |
| #193 | Янма́ (яп. ヤンヤンマ Янъянма) | Летающий Насекомый | Чистящий крылья | 1,2 м | 38 кг | —            | Янмега (Древняя Сила) |
| Янма́ (яп. ヤンヤンマ Янъянма, англ. Yanma) — покемон-стрекоза. Янма генерирует ударные волны с помощью своих быстро хлопающих крыльев. Из-за этого окна в близлежащих домах могут разбиться. Также он может сканировать своими большими глазами на 360° ближнюю территорию, чтобы отыскать себе жертву. Покемон хорошо летает: способен долго останавливаться в воздухе и резко поворачивать при повороте. Редакция IGN посоветовала не использовать Янму в серьезной битве, уверяя, что их не заинтересовал гормональный и болезненно пугливый красный жук. |                               |                    |                 |       |       |              |                       |

| Номер | Имя                     | Тип                                                          | Вид  | Рост  | Вес    | Эволюция из: | Эволюция в:                                          |
| --- | ----------------------- | ------------------------------------------------------------ | ---- | ----- | ------ | ------------ | ---------------------------------------------------- |
| #194 | Ву́пер (яп. ウパー Упа:) | Водяной Земляной (в новой версии - ядовитый заменяет водный) | Рыба | 0,4 м | 8,5 кг | —            | Квэгсайр (ур. 20) Клодсайр (ур. 20, в районе Палдеи) |
| Ву́пер (яп. ウパー Упа:, англ. Wooper) — покемон водяного и земляного типа. Вуперы обычно живут в холодной воде, поэтому могут выйти на землю в поисках пищи именно при низкой температуре. Во время нахождения вне водной среды они покрывают свое тело склизкой токсичной слизью, при прикосновении к которой на голой руке появится ожог. Именно эта функция их защищает от врагов. Эти покемоны засыпают на дне, наполовину покрываясь песком. По словам IGN Вупер — плохой покемон из-за своего интригующего, но неудачно продуманного дизайна земляного и водяного типа, оказавшегося провалом. |                         |                                                              |      |       |        |              |                                                      |

| Номер | Имя                        | Тип              | Вид  | Рост  | Вес   | Эволюция из: | Эволюция в: |
| --- | -------------------------- | ---------------- | ---- | ----- | ----- | ------------ | ----------- |
| #195 | Квэгса́йр (яп. ヌオー Нуо:) | Водяной Земляной | Рыба | 1,4 м | 75 кг | Вупер        | —           |
| Квэгса́йр (яп. ヌオー Нуо:, англ. Quagsire) — развитая форма Вупера. Это покемон имеет спокойный расслабленный характер и беззаботное отношение ко всему даже при столкновении с корпусом корабля, валуном или дном. Охотится очень лениво: просто широко раскрывает рот и ждёт, когда ничего не подозревающая жертва заплывет ему в рот. Поскольку Квэгсайр не особо часто двигается, он редко бывает голодным. GamesRadar счел Квэгсайра незаконнорожденным ребенком Годзиллы и маскотом компании Pillsbury. Джейк Мэги на том же сайте описал этого покемона как глуповатую носочную куклу с безжизненными, как пуговицы, глазами и хвостом, напоминающем фиолетовый хот-дог, завернутый в голубую булочку. IGN построил две точки зрения, когда впервые увидел этого покемона: первая заключаются в том, что она в большей степени походит на рыбу, а другая — на слияние бобра и лягушки. После этого издание окончательно утвердило, что это рыба, так как во вселенной покемонов уже есть альтернатива животных, которые были упомянуты во второй точке зрения — Токсикрок и Бибарел. |                            |                  |      |       |       |              |             |

| Номер | Имя                        | Тип         | Вид    | Рост  | Вес     | Эволюция из: | Эволюция в: |
| --- | -------------------------- | ----------- | ------ | ----- | ------- | ------------ | ----------- |
| #196 | Эспео́н (яп. エーフィ Э:фи) | Психический | Солнце | 0,9 м | 26,5 кг | Иви          | —           |
| Эспео́н (яп. エーフィ Э:фи, англ. Espeon) — эволюционная форма Иви психического типа. Воздушные потоки помогают этому покемону предсказать следующий ход противника, стоит лишь ему использовать свои волосы. По кончикам его меха пролетают воздушные порывы, что помогает ему предсказывать завтрашнюю погоду. Способность к распознаванию предметов у этого покемона служит для защиты тренера. Когда Эспеона заливает солнечный свет, то в сфере на лбу накапливается сила, которая в ночное время ослабевает. Эспеон занял 53-е место в списке лучших покемонов по версии IGN, где было отмечено, что он «похож на лавандового кота с раздвоенным хвостом». Сайт счел Эспеона «Алаказамом с лучшей атакой и защитой». Также он добавил, что этот покемон — «всё, что мы любим и ожидаем от эволюции Иви». |                            |             |        |       |         |              |             |

| Номер | Имя                               | Тип    | Вид         | Рост | Вес   | Эволюция из: | Эволюция в: |
| --- | --------------------------------- | ------ | ----------- | ---- | ----- | ------------ | ----------- |
| #197 | Амбрео́н (яп. ブラッキー Буракки:) | Тёмный | Лунный свет | 1 м  | 27 кг | Иви          | —           |
| Амбрео́н (яп. ブラッキー Буракки:, англ. Umbreon) — эволюционная форма Иви тёмного типа. Мнение ученых сходится в том, что Амбреон развился в результате воздействия полнолуния на Иви. Этот покемон может прятаться в темноте, ожидая хода противника. Во время ярости он испускает ядовитые испарения. С появлением темноты кольца на его теле светятся, да так, что увидевшие это другие существа начинают пугаться Амбреона. Редактор сайта GamesRadar Реймонд Падилла отметила, что она «без ума от Амбреона» — он выглядит чертовски круто и является одним из лучших покемонов, чтобы победить ваших соперников. В списке ста лучших покемонов по версии IGN Амбреон попал на 40-е место, и, кроме того, там было отмечено, что он «полный идиот», которого вы должны все время развивать, из-за чего редакция назвала его главным героем игры Final Fantasy VIII Скволлом Леонхартом. Многие критики считают Амбреона одной из лучших эволюцией Иви — играбельной и «крутой». |                                   |        |             |      |       |              |             |

| Номер | Имя                                | Тип    | Вид    | Рост  | Вес    | Эволюция из: | Эволюция в:                 |
| --- | ---------------------------------- | ------ | ------ | ----- | ------ | ------------ | --------------------------- |
| #198 | Маркро́у (яп. ヤミカラス Ямикарасу) | Тёмный | Тёмный | 0,5 м | 2,1 кг | —            | Хончкроу (Сумрачный камень) |
| Маркро́у (яп. ヤミカラス Ямикарасу, англ. Murkrow) — покемон тёмного типа. У людей сформировались скверные поверья о Маркроу: того, кто увидит его ночью, будут преследовать несчастья. Всё это связано со стратегией «заманивать в тёмные места» любого, кто покажется ему подозрительным. Видимо поэтому образовалось выражение «До полёта Маркроу возвращайся домой». А также из-за того факта, что этот покемон имеет страсть ко всему, что блестит. Он крадёт кольца у женщин и прячет их в секретном месте, который могут быть разворованы Мяутами — их соперниками. Несмотря на этот жупел, Маркроу обычно приносит найденные блестяшки своим тренерам. IGN оценил Маркроу как «скучную чернокрылую птичку», которая при любой возможности эффектно подведёт вас и вашу команду. |                                    |        |        |       |        |              |                             |

| Номер | Имя                                | Тип                                                             | Вид    | Рост | Вес     | Эволюция из: | Эволюция в: |
| --- | ---------------------------------- | --------------------------------------------------------------- | ------ | ---- | ------- | ------------ | ----------- |
| #199 | Сло́укинг (яп. ヤドキング Ядокингу) | Водяной Психический (в новой версии - ядовитый заменяет водный) | Король | 2 м  | 79,5 кг | Слоупок      | —           |
| Сло́укинг (яп. ヤドキング Ядокингу, англ. Slowking) — развитая форма Слоупока. Если к голове Слоупока прицепится покемон-моллюск Шеллдер, то Слоупок превратится в Слоукинга. Таким образом, между Шеллдером и Слоукингом существует своего рода симбиоз: Шеллдер впрыскивает токсины в покемона, придавая ему необычную умственную силу и интуицию, из-за чего он все время пытается разгадать тайны мира. При этом, когда Слоукинг зевает, моллюск начинает вводить в него яд, что помогает развивать его разум. Про высокий интеллект покемона люди во многих регионах придумали пословицу: «Если в чем-то сомневаешься, то спроси Слоукинга». Этот покемон всеми способами хочет выиграть в остроумных спорах с Орангуру. Сайт IGN оценил Слоукинга как покемона, у которого есть отличная специальная атака с защитой, и порекомендовал научить его «Навыку Обмена» (англ. Skill Swap). |                                    |                                                                 |        |      |         |              |             |

| Номер | Имя                          | Тип        | Вид       | Рост  | Вес  | Эволюция из: | Эволюция в:                  |
| --- | ---------------------------- | ---------- | --------- | ----- | ---- | ------------ | ---------------------------- |
| #200 | Мисдри́вус (яп. ムウマ Му:ма) | Призрачный | Визгливый | 0,7 м | 1 кг | —            | Мисмагиус (Сумрачный камень) |
| Мисдри́вус (яп. ムウマ Му:ма, англ. Misdreavus) — покемон призрачного типа. Мисдривус любит пугать людей пронзительными криками, воплями или внезапным появлением в ночное время. Он накапливает страхи в своё красное ожерелье на шее, чтобы потом ими наесться. Интересный факт: если вы прислоните ухо к ожерелью, то услышите визг. Чтобы вызвать ужас, покемон может неожиданно дёрнуть за волосы или даже укусить. Он оттачивает свои навыки запугивания. Издание IGN отметило, что ненавидит Мисдривуса и никогда не интересовалось им. Редактор GamesRadar Кэролайн Гадмандсон оценила этого покемона как первого «чисто» призрачного типа, причем самого симпатичного. Стивен Фуллджеймс на сайте CVG углядел в Мисдривусе обезглавленную кинозвезду 1950-х годов, добавив, что она жуткая, но отличная и подходящая к вашей компании в плане её психических сил. |                              |            |           |       |      |              |                              |

| Номер | Имя                           | Тип         | Вид    | Рост  | Вес  | Эволюция из: | Эволюция в: |
| --- | ----------------------------- | ----------- | ------ | ----- | ---- | ------------ | ----------- |
| #201 | Ано́ун (яп. アンノーン Анно:н) | Психический | Символ | 0,5 м | 5 кг | —            | —           |
| Ано́ун (яп. アンノーン Анно:н, англ. Unknown) — покемон-иероглиф. У ученых есть дискуссия о том, кто появился раньше: древние таблички или различные символы Аноуна. Некоторые считают, что эти две вещи чем-то связаны, но этот вопрос до сих пор остаётся открытым. Говорят, что если в мире есть разные символы Аноуна, то у них должны быть соответственно различные способности и атаки. Тем более сплетни идут о значениях некоторых иероглифов у этого покемона. В итоге учёные смогли сформулировать два факта — Аноуны сохраняют свою форму так, как на своих древних табличках, а разговоры между ними осуществляется телепатией. IGN писал об Аноунах как о «самых бесполезных покемонах из всех существующих», объясняя тем, что другие слабые покемоны, в отличие от Аноунов, затем эволюционируют в более сильных. Был замечен факт того, что Аноунами заинтересованы дети, которые хотят с помощью них написать в игре ругательства. Рецензент 1UP.com поставил их на пятое место в своём списке «самых отстойных покемонов» во франшизе, описывая их как «глупых» и «бесполезных» для внутриигровых сражений покемонов. GamesRadar согласился с этим, назвав Аноунов «довольно ужасными». В 2006 году Аноунов использовали, чтобы объяснить студентам основы биологической систематики и филогенетики, и в итоге это привело к «весьма обнадёживающим» результатам. |                               |             |        |       |      |              |             |